# نادي فينيزيا
نادي فينيزيا لكرة القدم (بالإنكليزية: Venezia Football Club) نادي كرة قدم إيطالي يلعب في دوري الدرجة الاولى الإيطالي. تأسس النادي في 14 ديسمبر من عام 1907 في مدينة البندقية ، وفي موسم 2020-2021 تمكن من الصعود إلى الدوري الإيطالي الدرجة الأولى، ليلعب وسط كبار الكالتشيو في موسم 2021-2022.